# Gare de Vologda
La gare de Vologda (en russe : Станция Вологда) est une gare ferroviaire russe, située dans la ville de Vologda, dans l'oblast de Vologda, en Russie. Elle donne place Babouchkine.